# スズキ・ジクサー
ジクサー（Gixxer、GSX-150）は、スズキが販売するネイキッドタイプのオートバイ（普通自動二輪車）である。
ジクサーの車名は、日本国外におけるスズキ・GSX-Rのニックネームが由来。

## 概要
インドの現地法人であるスズキ・モーターサイクル・インディアで生産が行われ、2014年8月よりインドを中心としたアジアや、中南米向けの車両として先行販売された。インドではバイクオブザイヤー13部門を獲得している。2015年にはフルカウルを装着した SF も発表された。

## 解説
日本向け仕様は2017年（平成29年）1月27日から正規輸入により発売。
日本には標準車にあたるネイキッドが導入され、リアホイールにはディスクブレーキとラジアルタイヤが装備されている。エンジンはジクサーオリジナルとして新開発された排気量154 ccのSEPエンジンを搭載しているが、日本仕様は平成28年環境規制適合のためキャブレターからフューエルインジェクションに変更されているメーターにはスマートフォンをイメージしたフル液晶になっていて、ギアポジションも表示される。
以下のカラーバリエーションで発売された。
- トリトンブルーメタリック

- グラススパークルブラック/キャンディソノマレッド

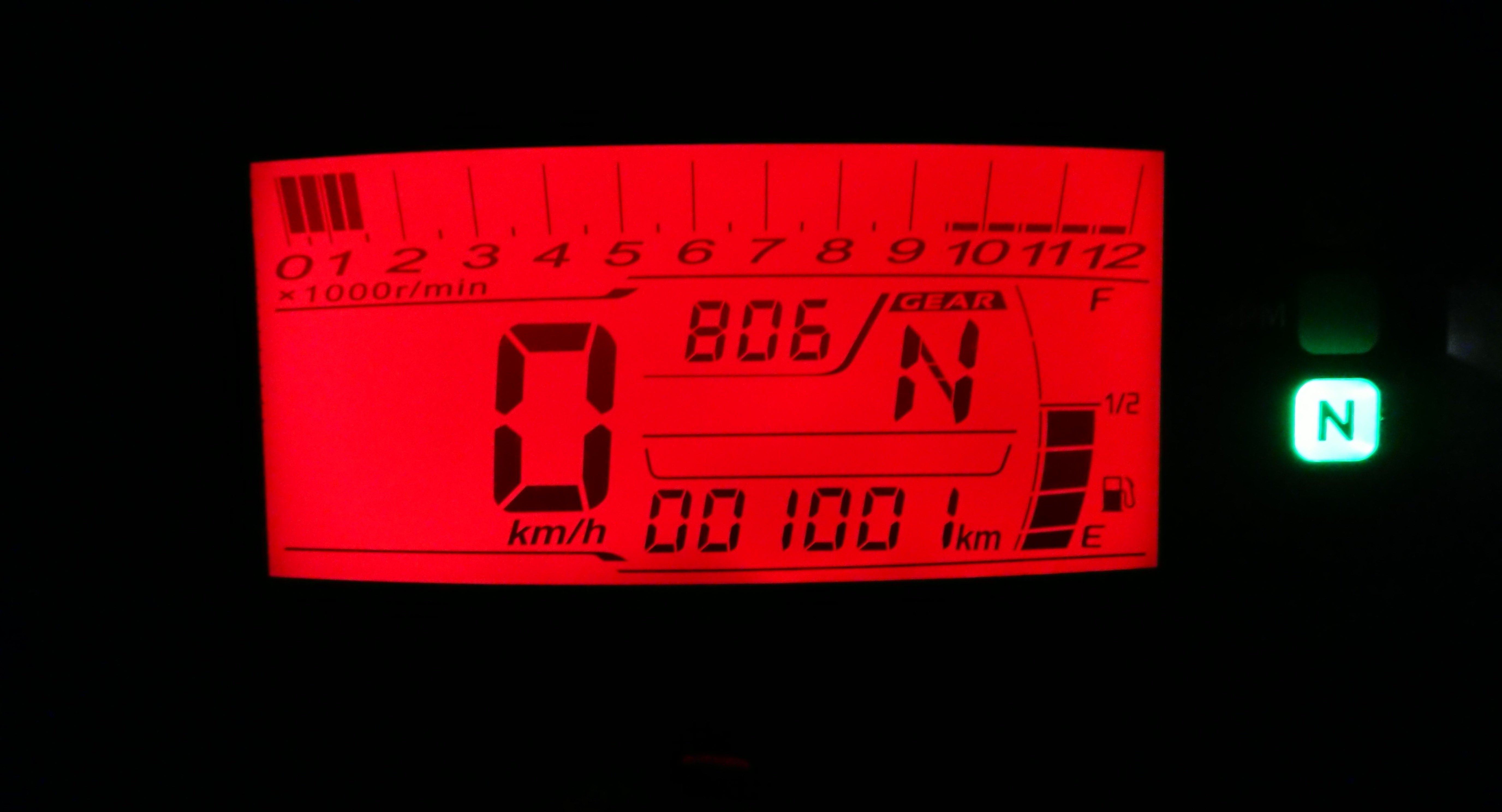
フル液晶多機能メーター

- グラススパークルブラック

2018年6月にマイナーチェンジを実施。カラーバリエーションが以下のように改められた。
- グラススパークルブラック/トリトンブルーメタリック
- キャンディソノマレッド/ソニックシルバーメタリック
- グラススパークルブラック